# Приз Мігеля Муньйоса
Приз Мігеля Муньйоса (ісп. Trofeo Miguel Muñoz) — щорічна спортивна нагорода. Заснована в 2005 році іспанською спортивною газетою «Marca», названа на честь футболіста та тренера «Реала» Мігеля Муньйоса.
Вручається найкращим за підсумками футбольного сезону тренерам ліг Прімери та Сегунди.
Газета «Marca» за підсумками чергового футбольного туру чемпіонату Іспанії виставляє оцінки тренерам команд-учасників. Тренер, який набрав за підсумками сезону вищий бал, стає володарем Призу Мігеля Муньйоса. У разі рівності балів переможцем оголошуються обидва тренери.

## Володарі Призу Мігеля Муньйоса
| Сезон   | Тренер               | Клуб              | Бал   |
| ------- | -------------------- | ----------------- | ----- |
| 2005/06 | Бернд Шустер         | Хетафе            | 63    |
| 2006/07 | Марселіно            | Рекреатіво        | 63    |
| 2006/07 | Хуанде Рамос         | Севілья           | 63    |
| 2007/08 | Мануель Пеллегріні   | Вільярреал        | 69    |
| 2008/09 | Жузеп Гвардіола      | Барселона         | 77    |
| 2009/10 | Жузеп Гвардіола      | Барселона         | 77    |
| 2010/11 | Жозе Моурінью        | Реал Мадрид       | 72    |
| 2011/12 | Жозе Моурінью        | Реал Мадрид       | 77    |
| 2012/13 | Тіто Віланова        | Барселона         | 252   |
| 2013/14 | Дієго Сімеоне        | Атлетіко Мадрид   | 269.5 |
| 2014/15 | Карло Анчелотті      | Реал Мадрид       | 247.5 |
| 2015/16 | Дієго Сімеоне        | Атлетіко Мадрид   | 243.5 |
| 2016/17 | Хосе Луїс Менділібар | Ейбар             | 67    |
| 2016/17 | Асьєр Гарітано       | Леганес           | 67    |
| 2017/18 | Марселіно            | Валенсія          | 69    |
| 2018/19 | Пепе Бордалас        | Хетафе            | 68    |
| 2019/20 | Зінедін Зідан        | Реал Мадрид       | 67    |
| 2019/20 | Хулен Лопетегі       | Севілья           | 67    |
| 2020/21 | Дієго Сімеоне        | Атлетіко (Мадрид) | 72    |

| Сезон   | Тренер               | Клуб           | Бал   |
| ------- | -------------------- | -------------- | ----- |
| 2005/06 | Унаї Емері           | Лорка          | 76    |
| 2006/07 | Унаї Емері           | Альмерія       | 78    |
| 2007/08 | Маноло Пресіадо      | Спортинг Хіхон | 78    |
| 2008/09 | Марселіно            | Реал Сарагоса  | 78    |
| 2009/10 | Луїс Гарсія          | Леванте        | 81    |
| 2010/11 | Хосе Рамон Сандоваль | Райо Вальєкано | 85    |
| 2011/12 | Хуан Антоніо Анкела  | Алькоркон      | 84    |
| 2012/13 | Фран Ескріба         | Ельче          | 293.5 |
| 2013/14 | Гаїска Гарітано      | Ейбар          | 272   |
| 2013/14 | Абелардо Фернандес   | Спортінг Хіхон | 287.5 |
| 2015/16 | Ас'єр Гарітано       | Леганес        | 266.5 |
| 2016–17 | Хуан Муньїс          | Леванте        | 78    |
| 2017–18 | Рубі                 | Уеска          | 76    |
| 2018–19 | Дієго Мартінес       | Гранада        | 80    |
| 2019–20 | Мічел Санчес         | Уеска          | 72    |
| 2020–21 | Луїс Гарсія Пласа    | Мальорка       |       |